# Nikolaos Sakellariou

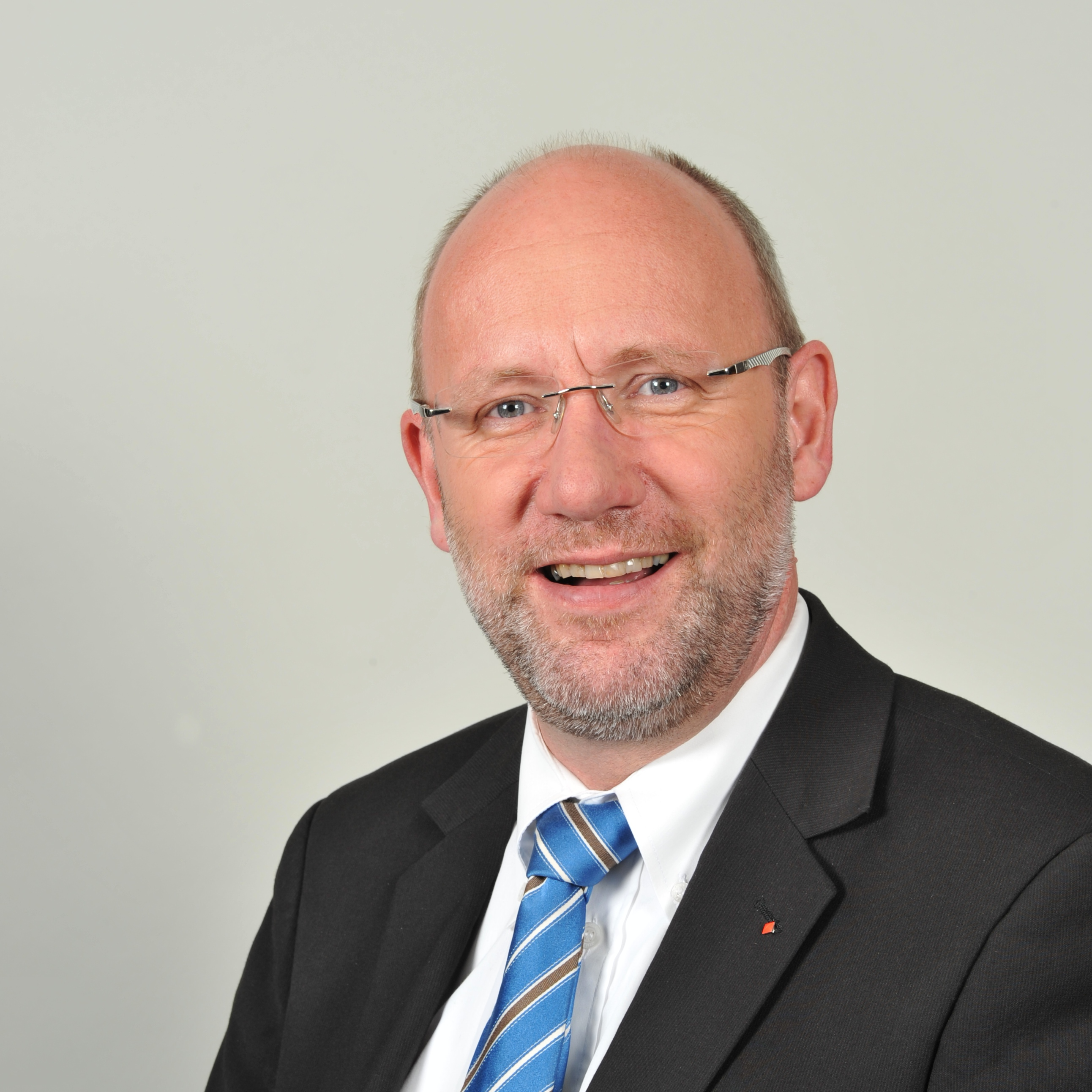
Nikolaos Sakellariou 2013

Nikolaos „Nik“ Sakellariou (* 8. Dezember 1962 in Athen, Griechenland) ist ein deutscher Politiker (SPD), Fotograf und Rechtsanwalt. Von 2001 bis 2016 war er Mitglied des Landtages von Baden-Württemberg.

## Leben und Beruf
Sakellariou ist Sohn eines griechischen Fotografen und einer schwäbischen Kinderkrankenschwester. Nach seinem Abitur (1982 in Horb am Neckar) und Wehrdienst machte er in Berlin eine Fotografenlehre, die er im Jahr 1986 mit der Gesellenprüfung abschloss. In den Jahren 1986 bis 1992 war er als Fotograf tätig, zuletzt in Schwäbisch Hall; 1991 absolvierte er die Meisterprüfung im Fotografenhandwerk. 1992 bis 1997 studierte er als Stipendiat der Hans-Böckler-Stiftung in Berlin und Heidelberg Rechtswissenschaft. Nach erstem Staatsexamen 1998, Rechtsreferendariat am Landgericht Heilbronn und zweitem Staatsexamen im Jahr 2000 ist er seit 2000 selbstständiger Rechtsanwalt in Schwäbisch Hall, seit 2007 Fachanwalt für Arbeitsrecht.
Nikolaos Sakellariou ist verheiratet und hat drei Töchter sowie zwei Stieftöchter.

## Politik
Seit 1981 ist Sakellariou Mitglied der SPD. Von 1998 bis 2005 war er Vorsitzender des SPD-Ortsvereins Schwäbisch Hall, von 1999 bis 2024 war er Stadtrat in Schwäbisch Hall. Bei der Landtagswahl am 25. März 2001 trat er als SPD-Kandidat im Wahlkreis 22 (Schwäbisch Hall) an und wurde über ein Zweitmandat in den Landtag gewählt. Am 26. März 2006 und am 27. März 2011 wurde er wiedergewählt. Im Landtag war er Mitglied des Fraktionsvorstandes, Vorsitzender des AK Innenpolitik und innenpolitischer Sprecher sowie Polizeisprecher der SPD-Landtagsfraktion, außerdem Obmann der SPD im Petitionsausschuss und Mitglied im Ständigen Ausschuss. Seit 2005 ist er Vorsitzender des SPD-Kreisverbandes Schwäbisch Hall. Im Jahr 2007 wurde Sakellariou Landesvorsitzender der Naturfreunde Württemberg e. V. und noch im selben Jahr als Vorsitzender der Arbeitsgemeinschaft der Naturfreunde in Baden-Württemberg gewählt. Seit dem 8. Mai 2012 ist Nikolaos Sakellariou auch Vorsitzender des Verwaltungsrates der Verbraucherzentrale Baden-Württemberg e. V. Dem Verwaltungsrat gehört er bereits seit dem Jahr 2006 an. Bei den Landtagswahlen 2016 und 2021 kandidierte er erneut, verpasste aber jeweils den Wiedereinzug ins Parlament.
Im Jahr 2014 kandidierte Sakellariou bei der Bürgermeisterwahl in Gaildorf, unterlag aber im ersten Wahlgang seinem Gegenkandidaten Frank Zimmermann (CDU).
Von 2014 bis 2016 war Sakellariou zudem Obmann der SPD im NSU-Untersuchungsausschuss des Landtags von Baden-Württemberg.